# Oleksandr Zíntxenko
Oleksandr Zíntxenko (ucraïnès: Олександр Зінченко)  (Radomixl, 15 de desembre de 1996) és un futbolista professional ucraïnès que juga a l'Arsenal FC. És internacional amb Ucraïna.

## Carrera esportiva
Zintxenko és un producte del sistema de l'Escola Juvenil Esportiva del FC Xakhtar.
Va realitzar el seu debut en la lliga russa de futbol pel FC Ufa el 20 de març de 2015 en un partit contra l'FC Krasnodar.

## Carrera internacional
Va fer el seu debut internacional en un partit de classificació de la UEFA Euro 2016 contra Espanya el 12 d'octubre de 2015. Zíntxenko va marcar el seu primer gol en un amistós jugat a Torí contra Romania en el qual va guanyar Ucraïna 4–3 el 29 de maig de 2016. També va esdevenir el jugador més jove d'Ucraïna a marcar en marcar internacionalment a l'edat de 19 batent un rècord anteriorment en mans d'Andrí Xevtxenko. Zíntxenko va ser inclòs en la selecció d'Ucraïna de l'Euro 2016, que apareix com un substitut de Víktor Kovalenko en tots dos primers partits d'Ucraïna, contra Alemanya i Irlanda del Nord però Ucraïna no va poder marcar i va ser el primer equip eliminat.

## Palmarès
Manchester City FC
- 3 Lligues angleses: 2017-18, 2018-19, 2020-21.
- 1 Copa anglesa: 2018-19.
- 4 Copes de la lliga anglesa: 2017-18, 2018-19, 2019-20, 2020-21.
- 2 Community Shield: 2018, 2019.